# Кумаков, Байтура
Байтура Кумаков — советский хозяйственный, Герой Социалистического Труда.

## Биография
Родился в 1917 году в Самаркандской области. Член КПСС.
В 1930—1985 гг. — батрак, колхозник, звеньевой, бригадир колхоза имени Карла Маркса Пастдаргомского района Самаркандской области.
Указом Президиума Верховного Совета СССР от 8 апреля 1971 года присвоено звание Героя Социалистического Труда с вручением ордена Ленина и золотой медали «Серп и Молот».
Умер после 1985 года.